# Коган, Соломон Яковлевич
Соломон Яковлевич Ко́ган (1913—1986) — советский кинооператор. заслуженный деятель искусств РСФСР (1981). Лауреат двух Сталинских премий второй степени (1941, 1952). Член КПСС с 1959 года.

## Биография

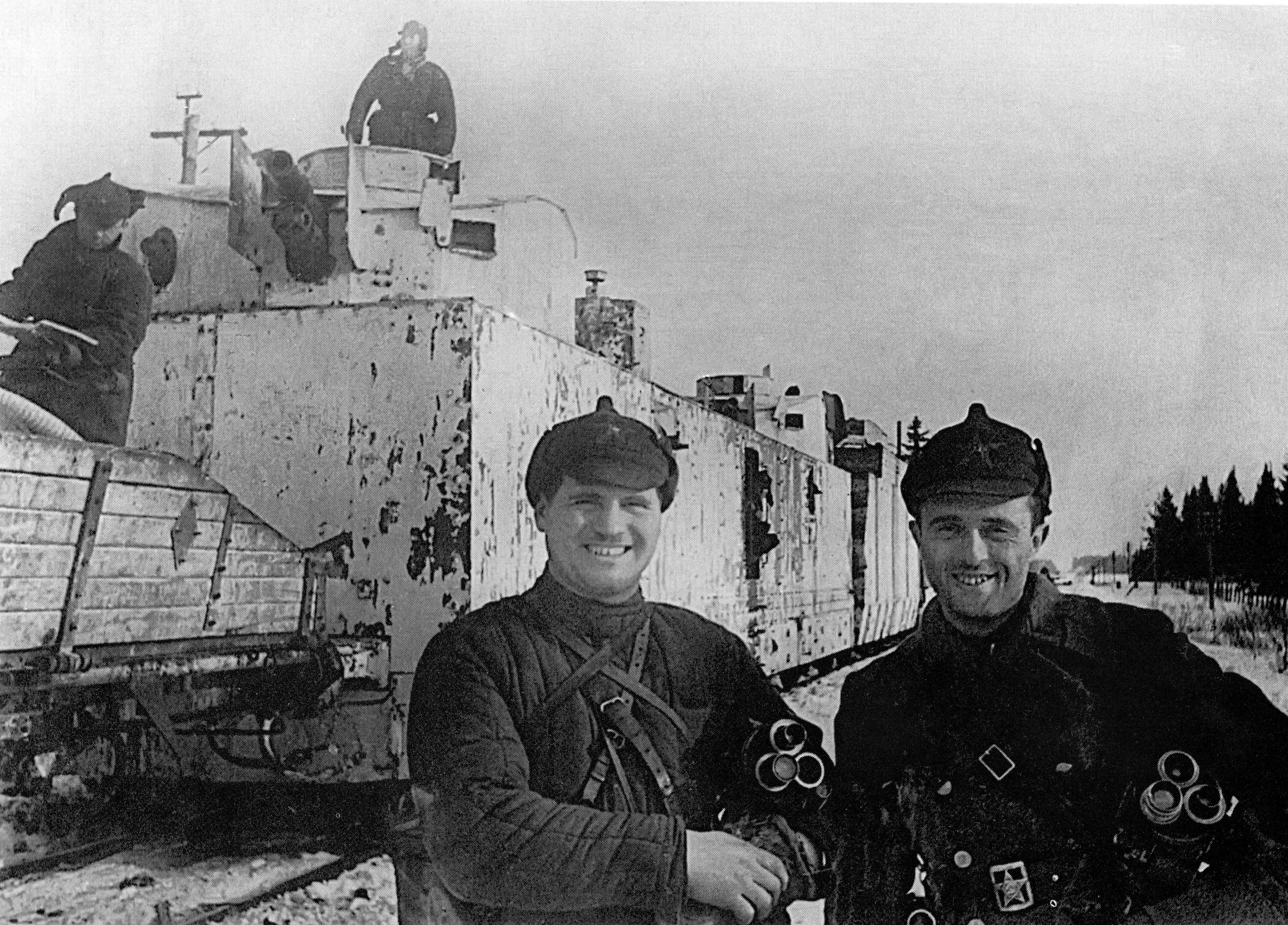
Владимир Семенович Ешурин и Коган у бронепоезда во время Советско-финляндской войны

Родился 7 сентября 1913 года в Елисаветграде (ныне Кропивницкий, Украина). Окончил курсы операторов при «Мосфильме» (1933). В 1934—1976 годы — оператор Московской студии кинохроники (ЦСДФ). В годы Великой Отечественной войны — фронтовой оператор, вместе с М. А. Трояновским снимавший героическую оборону Одессы.

## Фильмография

### Оператор
- 1934 — На штурм Эльбруса
- 1935 — 18-й Октябрь
- 1935 — 7-й конгресс Коминтерна
- 1936 — Курорты СССР
- 1937 — 20-й Октябрь
- 1940 — Линия Маннергейма
- 1950 — На Дунае
- 1941 — Оборона Одессы
- 1942 — День войны
- 1943 — Битва за Кавказ
- 1944 — Победа на юге
- 1945 — Освобождение Белграда
- 1945 — Будапештская битва
- 1945 — Югославия
- 1947 — За китами в Антарктиду
- 1948 — Во льдах Белого моря
- 1952 — Советские китобои
- 1953 — Делегация мира и дружбы
- 1955 — Мы встречались на Эльбе
- 1956 — В столице Уругвая
- 1957 — Мы подружились в Москве
- 1958 — Учитель чемпионов
- 1959 — В просторах океана
- 1959 — Богатая осень
- 1959 — Они отправляются в путь
- 1960 — 10 минут над Москвой
- 1961 — В Антарктиду за китами
- 1961 — Могучие крылья
- 1962 — Мяч над сеткой
- 1963 — Охота Н. С. Хрущева и Ф. Кастро
- 1964 — Гости из Йемена
- 1965 — Корабли идут в Югославию
- 1966 — Чемпионат в Будапеште
- 1967 — Сентябрь на Балатоне
- 1967 — Будапешт в субботу и воскресенье
- 1967 — И все-таки «Спартак»
- 1969 — Юбилейная сессия Совета мира
- 1970 — Мир в этот день
- 1972 — Урок эстетики
- 1975 — Память навсегда

### Режиссёр
- 1958 — Учитель чемпионов
- 1966 — Чемпионат в Будапеште
- 1966 — Если дело по душе

## Награды и премии
- Сталинская премия второй степени (1941) —за съёмки документального фильма «Линия Маннергейма» (1940)
- Сталинская премия второй степени (1952) — за съёмки документального фильма «Советские китобои» (1950)
- заслуженный деятель искусств РСФСР (1981)
- орден Красного Знамени (1940) — за участие в войне с белофиннами
- орден Отечественной войны II степени (6.11.1985)
- орден Красной Звезды (27.4.1945; был представлен к ордену Отечественной войны I степени)
- медали, в том числе — «За боевые заслуги»[1], «За оборону Одессы», «За оборону Кавказа»